# Vamă

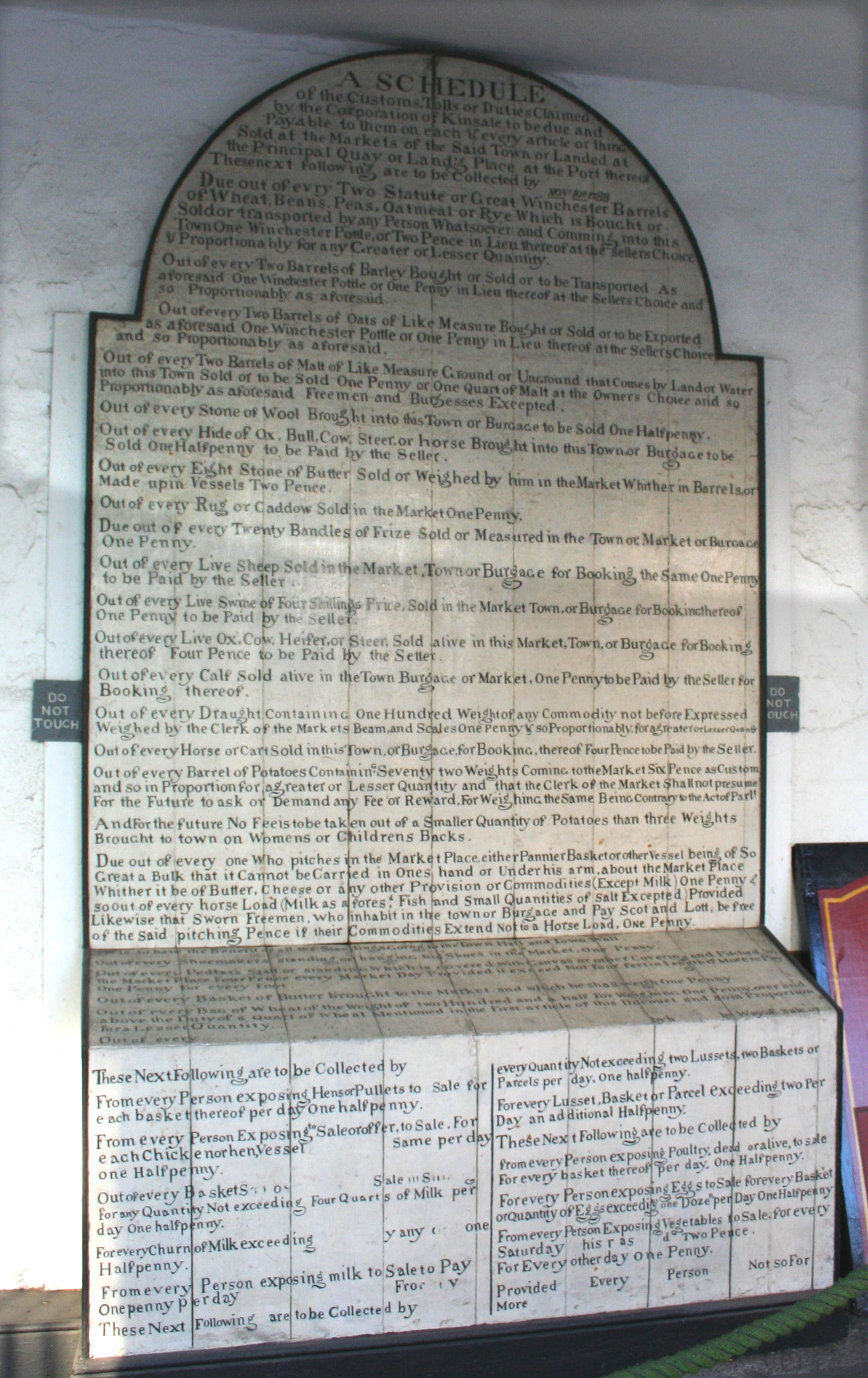
Vămile, impozitele sau taxele vamale ale societății din Kinsale (1788)

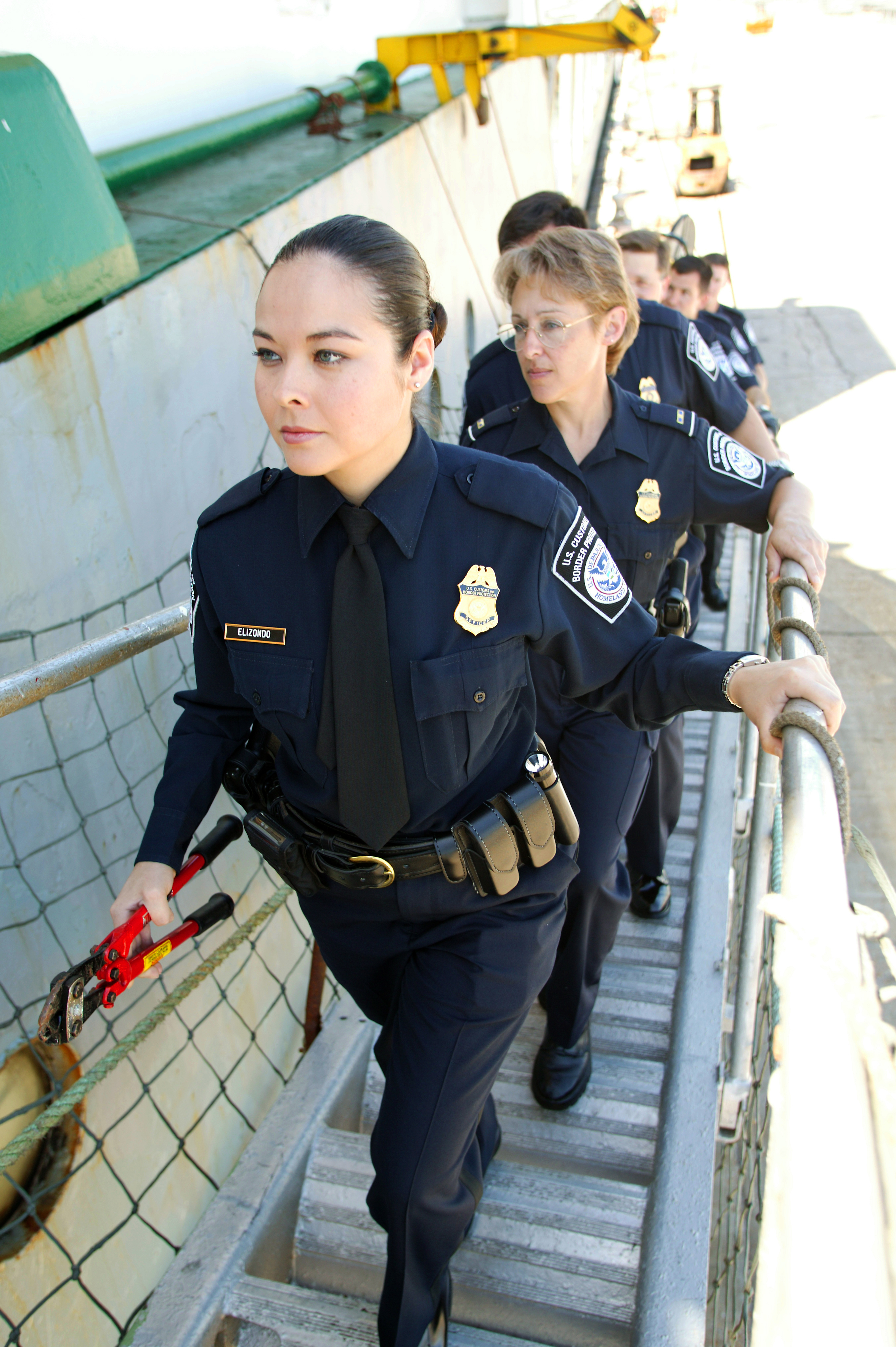
Ofițeri de la Biroul de Vamă și Protecția Frontierelor SUA îmbarcându-se într-o navă

Vama este autoritate de stat învestită cu aplicarea reglementărilor vamale, respectiv cu exercitarea controlului asupra intrării și ieșirii din țară a mărfurilor, a mijloacelor de transport și a altor bunuri, în vederea identificării și stabilirii drepturilor vamale cuvenite statului.  
Deplasarea persoanelor în țară și în afara acesteia este, în mod normal, monitorizată de către serviciul de supraveghere a migrației, sub o varietate de denumiri și reglementări. Autoritățile de imigrație verifică documentele corespunzătoare pentru a vedea dacă o persoană este îndreptățită să intre în țară, arestează persoanele căutate de către mandatele de arestare interne sau internaționale și împiedică persoanele considerate periculoase să intre în țară. Un alt concept referitor la deplasarea persoanelor dintr-o țară în alta este emigrare ilegală, care reprezintă plecarea din țara de origine și stabilirea în alta în mod ilegal.
Fiecare țară are propriile legi și reglementări cu privire la importul și exportul mărfurilor în interiorul și din exteriorul acesteia, aplicate de către autoritatea ei vamală. Importul și exportul unor bunuri poate fi restricționat sau interzis.
În majoritatea țărilor, accesul la vamă se realizează prin intermediul acordurilor stabilite de către guvern și legile internaționale. Taxa vamală este, de regulă, o taxă pusă pe importul mărfurilor sau, în cazuri mai speciale, pe exportul acestora.
Bunurile comerciale ce nu au fost încă vămuite sunt deținute, înainte de a fi prelucrate, într-o zonă vamală, de multe ori numită antrepozit vamal. Toate porturile autorizate sunt zone vamale recunoscute.
În aeroporturi, vama funcționează ca o cale fără întoarcere pentru toți pasagerii; odată ce au trecut de vama, aceștia nu se pot întoarce. Oricine vine la un aeroport trebuie, de asemenea, să treacă vama înainte de a putea intra, în mod oficial, într-o țară. Cei care încalcă legea vor fi reținuți de vamă și probabil se vor întoarce în locația lor inițială.

## Culoare roșii și verzi
În multe țări, procedurile vamale pentru pasagerii care sosesc în multe aeroporturi internaționale și în unele puncte terestre de trecere a frontierei se împart în culoare roșii și verzi.  Pasagerii care au bunuri de declarat (care transportă mărfuri ce depășesc limitele impuse de vamă și/sau cei care transportă bunuri interzise) trec prin culoarul roșu. Pasagerii care nu au nimic de declarat (care transportă mărfuri în limitele vamale permise și nu transportă bunuri interzise) trec prin culoarul verde. Cu toate acestea, intrarea într-un anumit culoar constituie o declarație legală, iar în cazul în care se descoperă că pasagerul ce trece prin culoarul verde transportă bunuri care depășesc limitele impuse de vamă sau obiecte interzise, acesta poate fi urmărit penal pentru fals în declarațiile vamale, în temeiul trecerii prin culoarul verde. Fiecare culoar este o cale fără întoarcere, odată ce pasagerul a intrat într-un anumit coridor, nu se mai poate întoarce.
Australia, Canada, Noua Zeelandă și Statele Unite ale Americii nu operează, în mod oficial, cu sistemul de culoare roșii și verzi, cu toate acestea unele aeroporturi preiau și utilizează această metodă.

### Culoarul albastru
Aeroporturile din țările Uniunii Europene, precum Finlanda, Irlanda sau Regatul Unit, au, de asemenea, și un culoar albastru. Întrucât UE este o uniune vamală, călătorii ce merg între țările membre ale acesteia nu trebuie să plătească taxe vamale. Taxa pe valoarea adăugată (TVA) și accizele ar putea fi aplicate în cazul în care bunurile sunt vândute ulterior, dar acestea nu sunt colectate la frontieră, ci atunci când mărfurile sunt vândute. Pasagerii care ajung din alte țări ale UE trec prin culoarul albastru, unde pot fi supuși în continuare controalelor pentru mărfuri interzise sau restricționate. Etichetele pentru bagaje folosite la verificarea bagajelor care călătoresc pe teritoriul UE sunt de culoare verde, pentru a putea fi identificate. În majoritatea statelor membre ale UE, călătorii care vin din alte țări ale UE pot, pur și simplu, să utilizeze banda verde de circulație.

### Linia roșie
Toate aeroporturile din Regatul Unit funcționează cu ajutorul unui sistem de culoare, însă unele nu au un culoar roșu, în schimb au o cale de ieșire marcată cu roșu care funcționează în același fel.

## Privatizarea vămilor

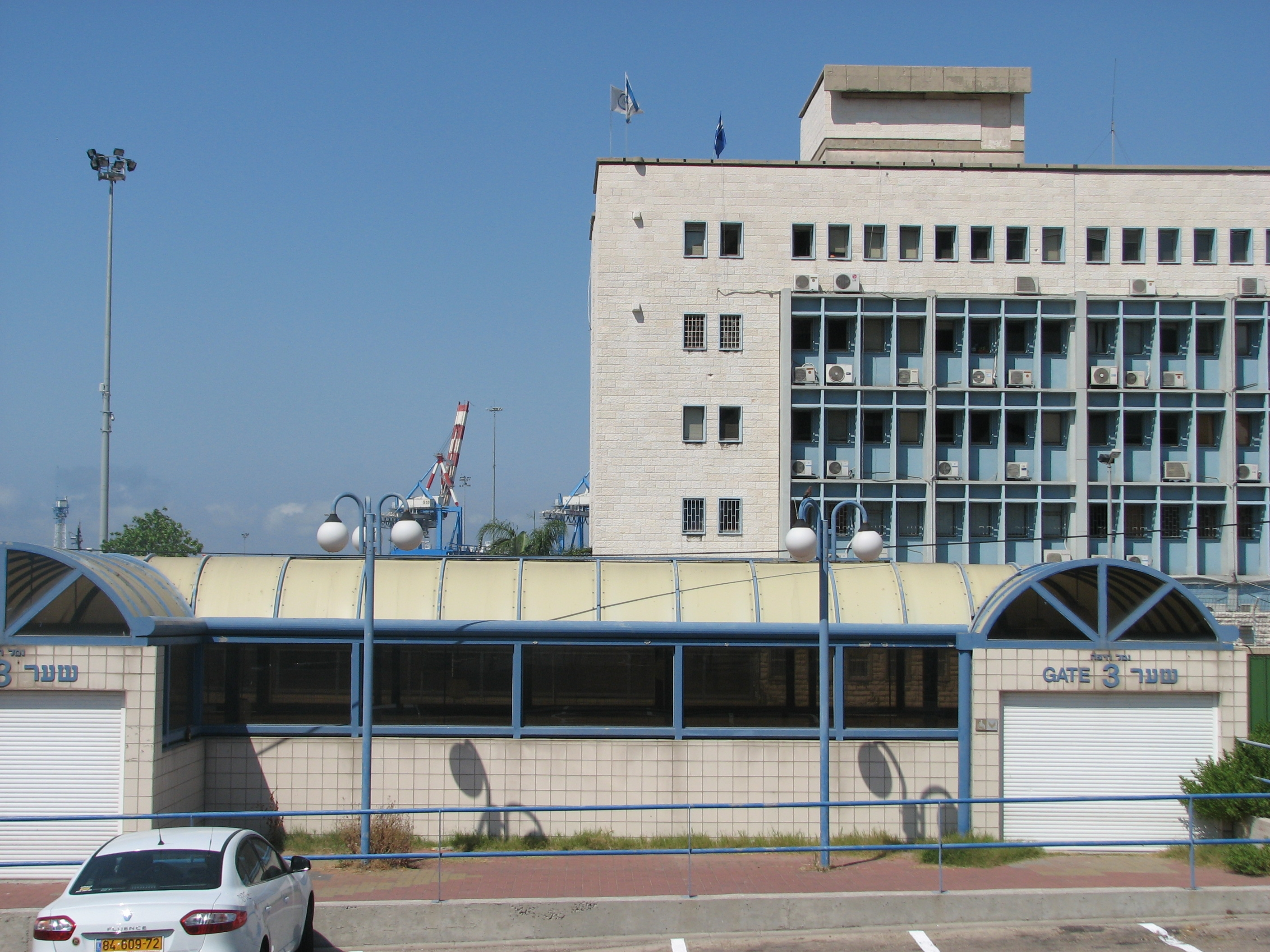
Departamentul de servicii și taxe vamale din Haifa, Israel

Vama face parte din una dintre cele trei funcții de bază ale guvernului; și anume: administrarea; menținerea legii, ordinii publice și a dreptății; și colectarea veniturilor. Cu toate acestea, în încercarea de a diminua corupția, multe țări și-au privatizat parțial vămile. Acest lucru a fost posibil prin semnarea contractelor cu agențiile de inspecție prealabilă a mărfurilor, care examinează marfa și verifică valoarea declarată înainte de import. Vămile din țară sunt obligate să accepte raportul agențiilor pentru a stabili taxele și impozitele colectate la intrare.
Cu toare că angajarea unei agenții ce controlează calitatea produselor înainte ca acestea să fie expediate poate părea justificată într-o țară în care nu s-au înființat puncte vamale sau nu au fost înființate în mod corespunzător, aceasta măsură nu a putut acoperi pierderile deja existente și nici să protejeze veniturile. De asemenea, s-a constatat că evaziunea taxelor vamale a luat amploare atunci când aceste agenții au preluat conducerea. S-a mai afirmat și faptul că produsele au fost expediate cu întârziere atunci când s-au implicat astfel de agenții . Prin urmare, privatizarea vămilor a fost înțeleasă ca o soluționare fatală

## Rezumat al regulilor vamale de bază

### Uniunea Europeană
Legea vamală fundamentală este integrată în toată Europa în cadrul Uniunii Vamale a Uniunii Europene. Aceasta include taxe vamale și restricții. Taxa vamală este de la 22€ până la 150€. În plus, trebuie să se țină cont de reglementările fiecărui stat membru.
„Documentul Administrativ Unic" (în engleză Single Administrative Document (SAD)) este esențial în cazul declarațiilor vamale din UE, Elveția, Islanda și Norvegia.

#### Germania
Nu există taxe pentru bunurile în valoare de până 22€. De la 22€ până la 150€ este necesar să se plătească TVA-ul ( în Germană EUSt), care este de 7% sau de 19%, în funcție de bun. De la 150 de euro este necesar să se plătească și TVA-ul și taxa vamală.

#### România
În România, vămile pot fi foarte stricte, în special pentru bunuri livrate de oriunde din afara UE. Fiecare bun sau pachet nu trebuie să depășească valoarea de 10 euro.
Reglementarea vămilor și a taxelor vamale în România este aliniată la legislația Uniunii Europene, în special la Codul Vamal al Uniunii (Regulamentul UE nr. 952/2013), care se aplică direct în toate statele membre. La nivel național, activitatea vamală este reglementată prin Codul Vamal al României (Legea nr. 86/2006), completat de acte normative subsecvente. Autoritatea responsabilă cu aplicarea legislației vamale este Autoritatea Vamală Română, aflată în subordinea Ministerului Finanțelor. Taxele vamale se aplică doar mărfurilor importate din afara Uniunii Europene, iar cuantumul acestora este stabilit prin Tariful Vamal Comun al UE (TARIC).

#### Italia
În Italia, vămile primesc un TVA suplimentar de 22% pentru bunurile importate din afara Uniunii Europene, chiar dacă TVA-ul este deja plătit expeditorului din țara de origine.

#### Republica Cehă și Slovacia
Orice bunuri până la 22€ nu impune taxe. Pentru bunurile de la 22€ până la 150€ este necesar achitarea TVA-ului (în cehă / slovacă- DPH), ceea ce reprezintă 21%. De la suma de 150 € este necesar achitarea și TVA-ului și taxei vamale. Taxele vamale pot varia de la zero la 10%, în funcție de tipurile de bunuri importate.

### America de Nord

#### Statele Unite Ale Americii
Statele Unite ale Americii impun tarife sau taxe vamale pentru importurile de bunuri ce valorează 3% din medie. Taxa este percepută în momentul importului și este plătită de către importatorul care înregistrează bunurile. Persoanele fizice care ajung în Statele Unite ar putea fi scutite de taxe pentru o cantitate limitată de achiziții și pentru bunuri importate temporar; cum ar fi laptop-urile, ce funcționează cu ajutorul sistemului de Carnete ATA. Taxele vamale variază de la zero la 81% din valoarea bunurilor, în funcție de țara de origine și de produs. Bunurile din mai multe țări sunt scutite de taxe în temeiul diverselor acorduri comerciale. Anumite tipuri de bunuri sunt scutite de taxe, indiferent de sursă. Regulile vamale din SUA se deosebesc de alte restricții legate de import. Nerespectarea reglementărilor vamale poate duce la confiscarea bunurilor, sancțiuni civile și penale împotriva părților implicate. Biroul de Vamă și Protecția Frontierelor SUA (în engleză: ”U.S. Customs and Border Protection” (CBP)) asigură respectarea legislației vamale. Toate mărfurile care intră pe teritoriul Statelor Unite ale Americii sunt supuse controlului de către Biroul de Vamă și Protecția Frontierelor înainte de a pătrunde în mod legal.

### Argentina
Aici vămile pot fi foarte stricte. Bunurile evaluate până la 500$ introduse cu avionul și până la 300$ pe cale maritimă sau pe uscat sunt scutite de taxe și impozite. De asemenea, telefoanele mobile și laptopurile sunt scutite de taxe, indiferent de valoarea lor, însă e permis doar unul per pasager; la fel, îmbrăcăminte și alte articolele de uz personal sunt scutite de taxe. Depășirea acestor valori impune un impozit de 50% din valoarea calculată a tuturor bunurilor achiziționate însumate. 

### Federația Rusă
În conformitate cu legislația Federației Ruse, transportul de mărfuri se face prin declarație către autoritățile vamale sau prin alte mijloace prevăzute de Codul Vamal al Federației Ruse în formă scrisă, orală sau electronică a informațiilor despre mărfuri, regimul lor vamal și alte informații necesare în vamă. Codul vamal al Federației Ruse a expirat.

## "Mail-ul magic"
Juan Pablo Escobar scrie în Pablo Escobar: Tatăl meu, "La acea vreme, pe când Pablo Escobar făcea trafic de cocaină, în marile aeroporturi din Columbia se folosea ceea ce era cunoscut sub numele de "mail magic", un fel de sistem vamal paralel care a făcut posibilă aducerea în țară a oricărui produs fără a lăsa vreo dovadă scrisă, în schimbul unei mite considerabile."

## Legături externe
- Organizația Mondială A Vămilor
- Autoritățile Vamale din UE